# Kongsøya

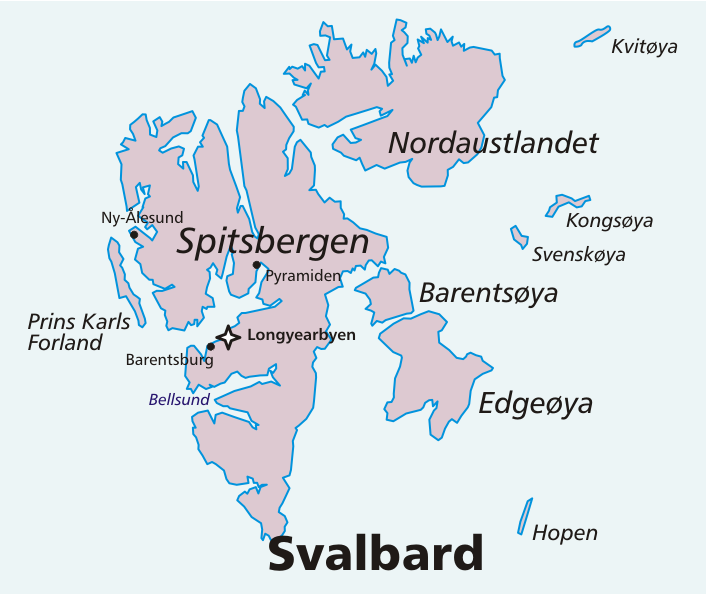
Lägeskarta

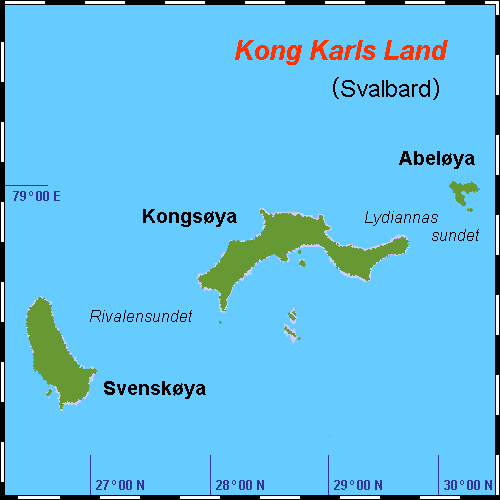
Kong Karls Land

Kongsøya är huvudön i ögruppen Kong Karls land i nordöstra Svalbard. Ögruppen Kong Karls land har den största populationen av isbjörn i Svalbard.

## Geografi
Kongsøya ligger cirka 260 km nordöst om Longyearbyen och cirka 80 km sydöst om Nordaustlandet i Barents hav i Norra ishavet.
Den obebodda ön har en area på cirka 191 km² och utgör den mellersta och största ön i ögruppen : Den högsta höjden är på cirka 320 m ö.h.: Söder om ön ligger viken Breibukta med småöarna Helgolandøya och Tirpitzøya.
Ön består av sedimentära bergarter från Mesozoikum och basaltsten och har endast mycket lite växtlighet :
Förvaltningsmässigt ingår Kongsøya i naturreservatet Nordaust-Svalbard naturreservat :

## Historia
Ögruppen upptäcktes möjligen redan 1617 av engelske valfångaren Thomas Edge som då döpte området till Wiches Land . Ögruppen föll därefter i glömska.
År 1853 återupptäckte norske sälfångaren Erik Eriksen ögruppen utan att närma sig den. Den 27 juli 1859 upptäckte Eriksen Kongsøya formellt.
Kongsøya besöktes därefter av flera expeditioner däribland en engelsk under ledning av Arnold Pike 1897 och den tyska "Helgolandexpeditionen" under ledning av Römers och Schauginns 1898.
Vintern 1908–1909 övervintrade en jaktexpedition under ledning av norrmannen Anton Eilertsen för första gången på ön.
År 1930 besöktes ön av den norska "Franz Josef Land Expedition" under ledning av G. Horn.
År 1973 inrättades Nordaust-Svalbard naturreservat.
Den 1 juli 1985 infördes landstigningsförbud på hela ögruppen. Förbudet gäller alla öar och skär och inkluderar även havsområdet 500 meter från land .